# Sun Yu (Offizier)
Sun Yu (chinesisch 孫瑜, * 177; † 215) war der zweite Sohn von Sun Jing und damit ein Vetter des ersten Wu-Kaisers Sun Quan. Als Zhou Yu die Jing-Provinz angriff, schloss sich Sun Yu ihm mit seiner Armee an. Die Kampagne hatte jedoch keinen Erfolg.